# Horst Berning
Horst Berning (* 22. Januar 1924; † 2000) war ein deutscher Fußballspieler.

## Werdegang
Berning spielte seit den frühen 1940er Jahren für Arminia Bielefeld, unter anderem in der Gauliga Westfalen. Mit der Arminia stieg er 1949 in die seinerzeit erstklassige Oberliga West auf und in der folgenden Saison wieder ab. Für die Bielefelder absolvierte er 27 Oberligaspiele und erzielte neun Tore. Er blieb bis 1952 bei der Arminia und erzielte in 24 Spielen in der II. Division 13 Tore. Anschließend verließ er Bielefeld mit unbekanntem Ziel.